# Hipolit (hipopotam)

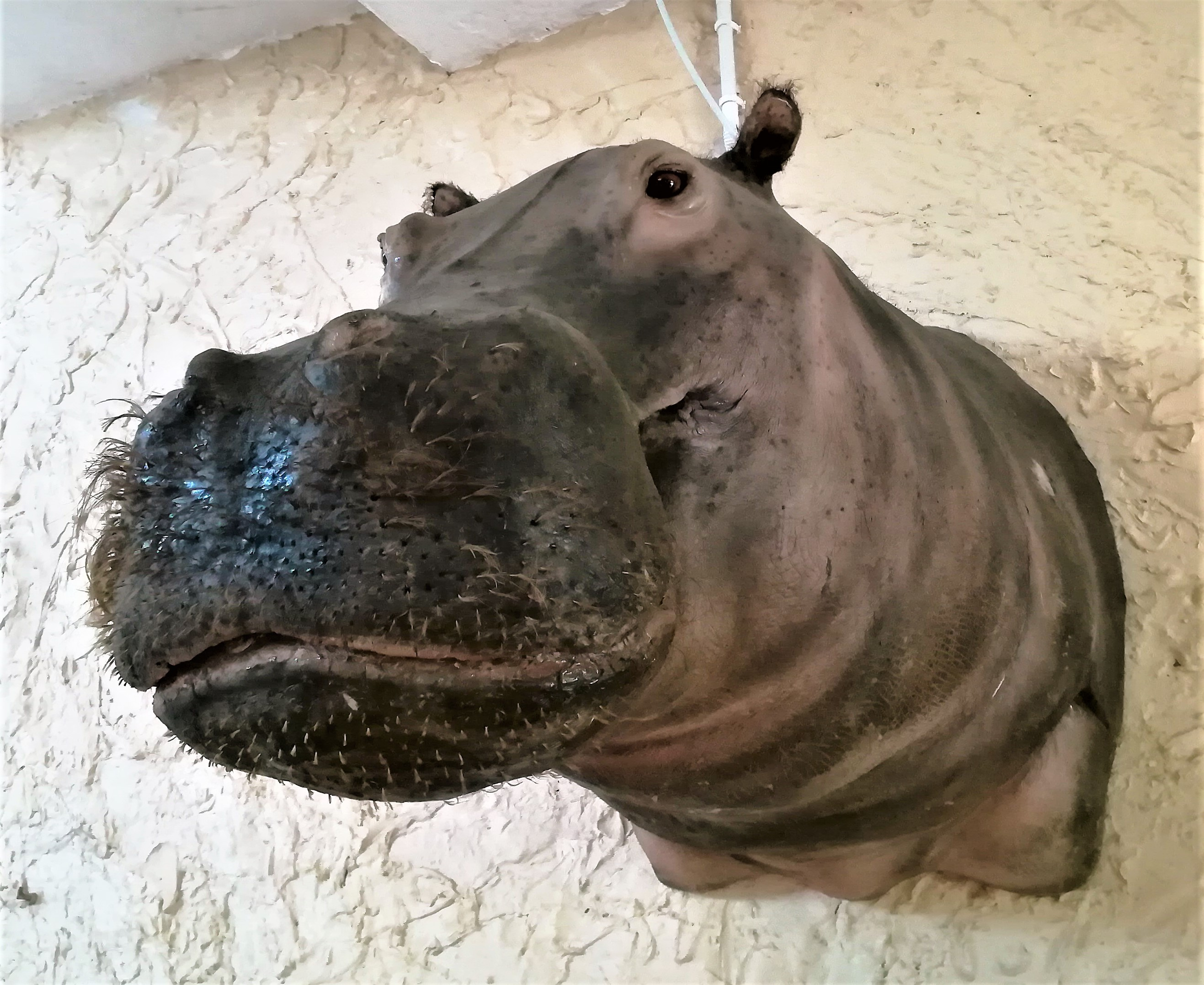
Głowa Hipolita w Śląskim Ogrodzie Zoologicznym

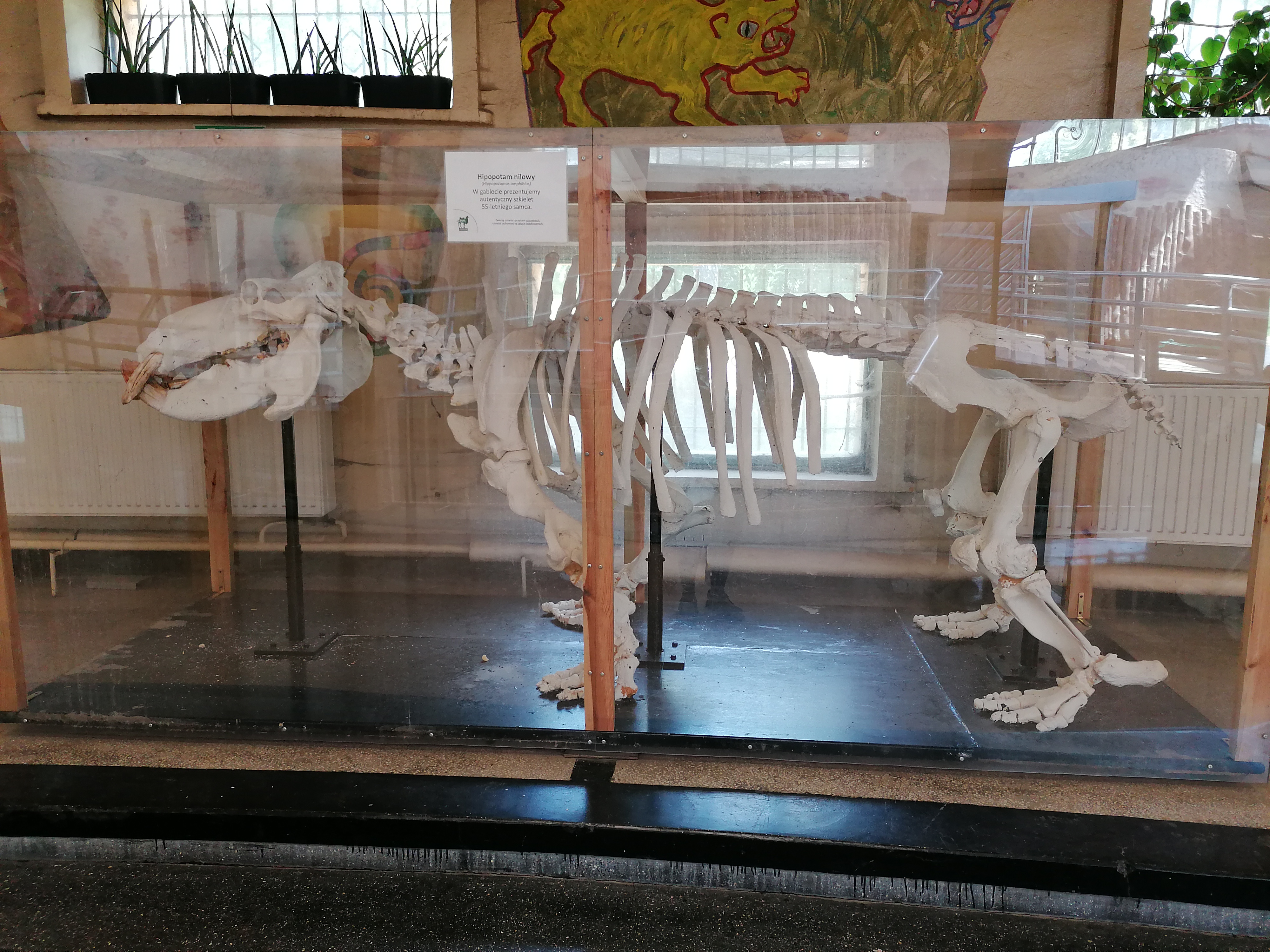
Zachowany szkielet zwierzęcia

Hipolit (ur. 1963 (?), zm. 1 września 2016 w Chorzowie) – nieżyjący hipopotam nilowy (Hippopotamus amphibius) znajdujący się wśród kolekcji zwierząt Śląskiego Ogrodu Zoologicznego w Chorzowie.
Dokumenty Hipolita zaginęły i nie wiadomo, kiedy się dokładnie urodził (najpewniej był to rok 1963). Do ogrodu zoologicznego w Chorzowie sprowadzono go 1 października 1964 z Holandii i początkowo mieszkał w słoniarni. Był pierwszym hipopotamem nilowym w Chorzowie, najdłużej żyjącym zwierzęciem w śląskim zoo, a także najstarszym samcem hipopotama nilowego w europejskich ogrodach zoologicznych. 45 lat żył w parze hodowlanej z samicą Hambą (zm. 2011), z którą miał jedenaście przychówków. Potomkowie Hipolita żyją obecnie w ogrodach zoologicznych na terenie Europy (jedyne jego potomstwo w Polsce to samica Czacza żyjąca w Gdańskim Ogrodzie Zoologicznym). Po śmierci hipopotama jego szkielet przygotowano jako eksponat edukacyjny. Okazało się, że jego kości były bardzo zniszczone osteoporozą. 1 października 2017 odsłonięto medalion z głową Hipolita na terenie pawilonu hipopotamów w chorzowskim zoo.
Za życia hipopotam miał około 3,5 metra długości oraz 1,5 metra wysokości w kłębie. Głowa zwierzęcia ważyła ponad 200 kilogramów. Całe ciało miało wagę około 3 ton. Potrafił rozwierać paszczę nawet do jednego metra. Był łagodny i cieszył się wyjątkową sympatią zwiedzających.
Po śmierci Hipolita do chorzowskiego zoo nie sprowadzono już nowych osobników tego gatunku.